# Silene longisepala
Silene longisepala är en nejlikväxtart som beskrevs av Nasir. Silene longisepala ingår i släktet glimmar, och familjen nejlikväxter. Inga underarter finns listade i Catalogue of Life.